# مسجد عثمان شاه
مسجد عثمان شاه (باليونانية: Τέμενος Οσμάν Σαχ)‏ أو مسجد كورسوم (Κουρσούμ Τζαμί، من (بالتركية: kurşun camii)‏،( وتعني مسجد الرصاص): هو مسجد عثماني من القرن السادس عشر في مدينة تريكالا في اليونان.

## الوصف
تم بناء المسجد بأمر من عثمان شاه، المعروف أيضًا باسم كارا عثمان باشا، وهو ابن إحدى بنات السلطان سليم الأول والوزير المعدوم إسكندر باشا (توفي في 1515). أقام عثمان شاه لفترة طويلة في تريكالا بصفته حاكم المقاطعة المحلية، سنجق تريكالا. تم تصميم المسجد على يد المهندس المعماري الإمبراطوري العثماني معمار سنان، وهو الوحيد الذي يقع في اليونان.